# Plany operacyjne przed I wojną światową

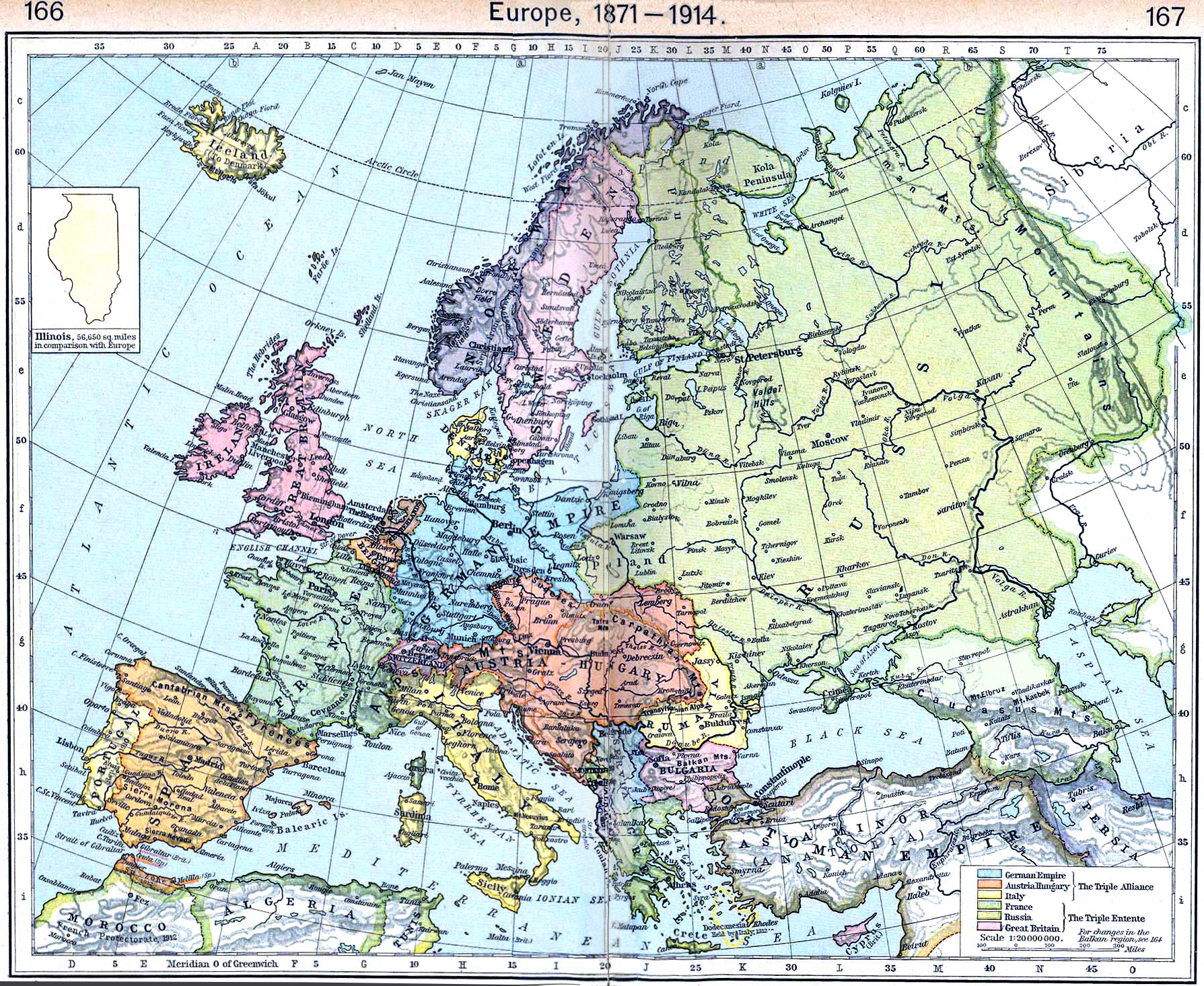
Europa w 1914

Plan Schlieffena i francuski Plan XVII 1914

Plany operacyjne przed I wojną światową – miały na celu jak najlepsze przygotowanie poszczególnych państw do ewentualnej wojny. Określały założenia strategiczne w przyszłym konflikcie: kto ma być głównym przeciwnikiem, na jakim obszarze mają się toczyć działania wojenne, jakie siły i w jakim ugrupowaniu mają w nich uczestniczyć i wreszcie jak powinna przebiegać przyszła kampania. Plany strategiczne były ściśle skorelowane z planami mobilizacyjnymi. Sytuacja polityczna – rozwój przeciwstawnych bloków politycznych (Trójprzymierze i Trójporozumienie) i narastające napięcia międzynarodowe – szczególnie wpływały na rozwój planów strategicznych, które stale poddawano rewizji i uaktualniano. Znaczenie planów wzrosło również wraz z rozwojem nowoczesnych, masowych armii, których sprawne działanie wymagało odpowiedniego, starannego przygotowania wszelkich działań już przed operacjami wojennymi. 
Wspólnym założeniem dla planów głównych mocarstw europejskich (Niemcy, Austro-Węgry, Francja, Rosja) było przekonanie o wyższości ofensywy nad defensywą, a w związku z tym nastawienie na jak najszybsze zmobilizowanie własnych armii i zaatakowanie przeciwnika. Te założenia miały jednak negatywny wpływ na dyplomację, ponieważ podkreślanie czynnika czasu przez wojskowych znacznie zawężało pole manewru politykom w razie poważnego kryzysu międzynarodowego. Słabością planowania była również nieelastyczność, brak zdolności do dostosowania się do zmiennej sytuacji politycznej. Śmiałe i dopracowane w szczegółach plany mogły zawieść w razie zmiany sytuacji politycznej, z kolei te niedopracowane i niekonsekwentne groziły rozproszeniem wysiłków. Ponadto harmonogramy działań zakładały wojnę błyskawiczną, co jednak okazało się kolejnym błędnym założeniem.
Słabością przygotowań w ramach poszczególnych sojuszy był niewystarczający poziom współpracy międzypaństwowej, co wynikało z różnych celów stawianych sobie przez koalicjantów. Skutkiem tego działania sojuszników po obu stronach tylko częściowo zostały skoordynowane. 
Planowanie strategiczne mocarstw europejskich w rezultacie okazało się czynnikiem, który współtworzył warunki dla przekształcenia się kryzysu dyplomatycznego w 1914, w otwarty konflikt zbrojny. 

## Plany

### Plan niemiecki

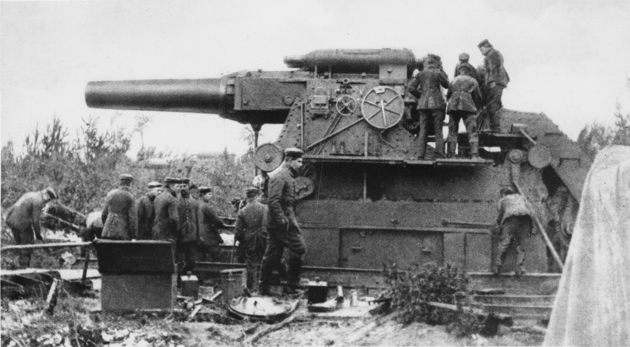
Jedno z potężnych dział oblężniczych, które Niemcy przygotowali do ofensywy

Plan niemiecki zakładał pokonanie Francji w przeciągu 6 tygodni od mobilizacji armii niemieckiej. Cel ten miał być osiągnięty dzięki prawie całkowitemu wycofaniu sił z frontu wschodniego i rzucenia prawie całej armii przeciwko Francji. Przewidywano umieścić 7/8 sił na prawym skrzydle i tylko 1/8 na lewym, licząc się z wtargnięciem wojsk francuskich do Alzacji i Badenii. Pierwotnie plan w ogóle nie przewidywał obecności brytyjskich sił lądowych na północnym skrzydle francuskiej obrony.
Atak na Francję zakładał szeroki manewr oskrzydlający przez neutralną Belgię. Prawie cała armia miała przejść tym szlakiem, zostawiając tylko małe siły osłonowe na granicy z Francją naprzeciwko głównych sił francuskich. Po przejściu przez Belgię armie niemieckie miały obejść Paryż od zachodu i zaatakować od tyłu armie francuskie skoncentrowane na ufortyfikowanej granicy francusko-niemieckiej (→System Séré de Rivières’a). Ten manewr miał okrążyć prawie całą armię francuską i doprowadzić do jej łatwego zniszczenia. Po zwycięstwie nad silniejszym zachodnim sąsiadem Niemcy planowały przerzucić większość swoich sił na front wschodni i skoncentrować się na wojnie z Rosją.
Niemcy nieustannie uaktualniali swoje bardzo szczegółowe plany z biegiem lat. Zbadano m.in. rozkład jazdy 11 tys. pociągów. Początkowy plan, stworzony pod bezpośrednim kierunkiem Alfreda von Schlieffena, był niezwykle radykalny i ryzykowny. Zakładał prawie całkowite ogołocenie sił ze wszystkich innych kierunków działań w celu całkowitej koncentracji na natarciu przez Belgię. W latach późniejszych, po odejściu Schlieffena, którego zastąpił nowy szef sztabu Helmuth Johannes Ludwig von Moltke, przyjęto mniej ryzykowny i bardziej praktyczny wariant, który zakładał pozostawienie jednej z armii w Prusach Wschodnich i osłabienie prawego skrzydła atakującego przez Belgię.

### Plan austro-węgierski
Zarysy planu kształtowały się od lat 1908–1909, w związku z ożywieniem kontaktów między sztabami generalnymi Niemiec i Austro-Węgier. Zakładano w nim kilka wariantów przyszłych działań wojennych, co wymagało zarazem odpowiedniej koncentracji sił. Armię austro-węgierską podzielono na trzy rzuty: A (9 korpusów), B (4 korpusy) i tzw. „minimalną grupę bałkańską” (3 korpusy).
Wariant R (Rosja) zakładał wojnę z Rosją oraz Serbią i Czarnogórą. Większość sił (3/5) miała być skierowana przeciw silniejszemu przeciwnikowi (rzut A wzmocniony przez jednostki z rzutu B), natomiast działania na Bałkanach miała prowadzić „minimalna grupa bałkańska”. Pierwotnie armie zgromadzone w Galicji, przy granicy z Rosją, miały wspólnie z Niemcami zaatakować siły rosyjskie zgromadzone w Królestwie Polskim. Jednak wobec zmniejszenia przez Niemców sił na wschodzie, na Austriakach spoczął główny ciężar wojny z Rosją, wobec czego szef sztabu generalnego gen. Franz Conrad von Hötzendorf zaplanował uderzenie wyprzedzające między Wisłą i Bugiem, które powinno uniemożliwić Rosjanom przeprowadzenie ofensywy na Galicję.
Według wariantu wojny tylko przeciw Serbii i Czarnogórze – wariant B (Bałkany) – 7 korpusów zgromadzono by na Bałkanach, natomiast reszta sił stanowiłaby osłonę od strony Rosji i odwód.
Uwzględniono też możliwość wojny na trzech frontach – oprócz wyżej wymienionych przeciwnikiem byłyby również Włochy. Szczegóły dotyczące głównie koncentracji i położenia sił dopracowywano niemal do chwili wybuchu wojny. 

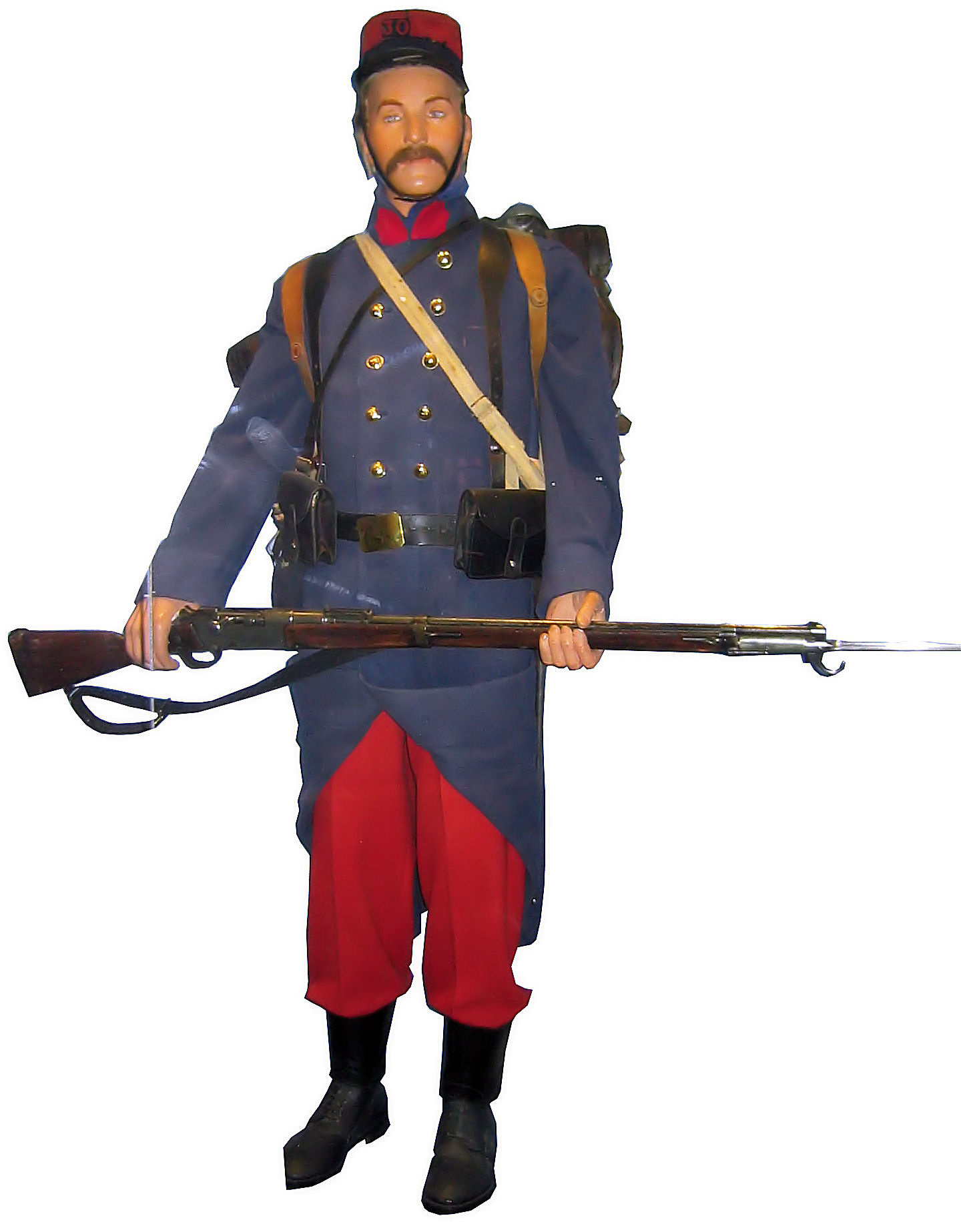
Francuski mundur żołnierza piechoty z 1914

### Plan francuski
Po wojnie prusko-francuskiej 1870–1871 francuscy wojskowi przyjęli plan defensywny, z czym wiązał się program rozbudowy linii twierdz na granicy z Niemcami. Jednak u schyłku XIX w. gen. Bonnal zaproponował nowy plan (Plan XIV, zatwierdzony w 1898), wedle którego główne siły francuskie (5 armii) miały przyjąć pierwsze uderzenie niemieckie wzdłuż granicy i powstrzymawszy impet natarcia, z wiedzą o sile ugrupowania przeciwnika, powinny przejść do gwałtownej ofensywy, która odcięłaby prawe skrzydło wojsk napastniczych. We francuskich kołach wojskowych trwały jednak wahania co do sposobu przeprowadzenia spodziewanej wojny z Niemcami – pomiędzy opcją defensywną i ofensywną. Wyznaczony na wodza naczelnego gen. Michel przewidywał słusznie, że Niemcy zaatakują przez Belgię, stąd największe siły należało skierować na lewe skrzydło i powstrzymać marsz Niemców właśnie w Belgii. Pomysł ten odrzucono, a nowy kandydat na wodza naczelnego gen. Joseph Joffre opracował Plan XVII, przyjęty w 1913. Wojska skoncentrowane wzdłuż granicy z Niemcami miały rozpocząć atak w Alzacji i Lotaryngii, reszta sił zgrupowana przy granicy z Belgią i Luksemburgiem zostałaby użyta w zależności od sytuacji. Główny atak miał zostać przeprowadzony na lewym skrzydle na północ i na południe od linii Thionville-Metz w kierunku na wschód, a w razie natarcia wroga przez Ardeny również na północ. Prawe skrzydło powinno zaatakować na południe od Nancy. Plan francuski zakładał ofensywę i wsparcie sojuszników, ignorował właściwie zagrożenie od strony Belgii (nie wierzono, że Niemcy zdołają zgromadzić dość sił, aby przeprowadzić taką operację), ponadto był dość ogólnikowy, gdyż wojskowi chcieli zostawić sobie możliwość swobodnego reagowania na rozwój sytuacji.

### Plan brytyjski
W związku ze zbliżeniem politycznym z Francją i Rosją, w Wielkiej Brytanii zaczęto rozważać udział brytyjskiego korpusu ekspedycyjnego w walkach na kontynencie. Rozmowy z francuskimi wojskowymi rozpoczęto w latach 1905–1906, jednak rozwinęły się one od czasu wejścia do brytyjskiego Sztabu Generalnego gen. Henry’ego Wilsona. W 1911 zawarł on z Francuzami porozumienie o wysłaniu korpusu ekspedycyjnego (BEF – British Expeditionary Force), który miał być gotowy do akcji w 13 dniu od mobilizacji i miał stanowić osłonę dla francuskiej lewej flanki. Szczegóły planu W (od nazwiska brytyjskiego generała), czyli planu transportu i koncentracji BEF, oba sztaby dopracowywały do 1914. Nie miał on więc tak szerokiego zakresu i nie był też tak jednoznacznie określony, jak plany operacyjne innych wielkich mocarstw. W 1912 zawarto też porozumienie o podziale zadań między flotą brytyjską i francuską (pierwsza przejęła odpowiedzialność za północne wybrzeża Francji, druga za południowe). Realizacja obu uzgodnień zależała jednak od rozwoju sytuacji politycznej i decyzji rządu brytyjskiego. Flocie brytyjskiej postawiono następujące zadania: daleka blokada Niemiec, osłona transportów wojsk do Francji, zabezpieczenie kraju przed inwazją i żeglugi przed atakami floty nieprzyjacielskiej.

### Plan belgijski
Plan Belgii zakładał, że w wypadku bardzo prawdopodobnej napaści niemieckiej, armia powinna zostać skoncentrowana na linii Mozy, a w razie przełamania miała wycofać się na kolejną linię obrony osłaniającą Brukselę i Antwerpię. Opór powinny wtedy kontynuować samotnie twierdze w Liège (→Twierdza Liège) i Namur. Ostatnim punktem obrony pozostawała Antwerpia, do której wycofałaby się armia po utracie poprzednich linii obrony. Belgowie jednak do końca trzymali się zasad ścisłej neutralności i ich siły zbrojne przed wybuchem wojny były rozmieszczone tak, aby móc przeciwdziałać agresji z każdej strony.

### Plan rosyjski
Rosjanie za głównego przeciwnika uznali Austro-Węgry, jednak sojusz z Francją nakazywał uwzględnienie również zagrożenia ze strony Niemiec. Wojskowi rosyjscy musieli przy tym brać pod uwagę możliwości militarne swojego państwa, zwłaszcza po przegranej wojnie z Japonią oraz zobowiązania wobec Francji. Poglądy, kto ma być głównym przeciwnikiem i jaką postawę przyjąć na początku wojny, zmieniały się jednak i były przyczyną licznych kontrowersji.
Plany gen. Jurija Daniłowa z lat 1909–1910 przewidywały wycofanie sił rosyjskich z Królestwa Kongresowego i przyjęcie postawy defensywnej wobec Niemiec i Austro-Węgier, do czasu pełnej koncentracji armii (większość sił zamierzono skierować przeciw Niemcom). Propozycja ta spotkała się ze znacznym oporem kół wojskowych i politycznych w Rosji. W latach 1912–1913 przyjęto więc wariant ofensywny, w większym stopniu biorący pod uwagę potrzeby zachodniego sojusznika oraz uwzględniający postępy w programie rozbudowy armii. Nowy plan miał dwie wersje: G (Giermanija) i A (Awstrija). Wersja G zakładała, że główne uderzenie Niemiec zostanie skierowane przeciw Rosji, dlatego armie rosyjskie miały się wycofać na wschód od linii Kowno-Grodno-Brześć nad Bugiem i dalej, aby tam dokonać pełnej koncentracji. Wariant A przewidywał, że Niemcy najpierw zaatakują Francję, stąd głównym przeciwnikiem pozostaną Austro-Węgry. Gros sił rosyjskich (ponad 40 dywizji) uderzyłoby na armie austriackie skoncentrowane w Galicji, a po ich rozbiciu Rosjanie mieli opanować przełęcze karpackie i skierować się w głąb Austro-Węgier (na Czechy, a przede wszystkim na Wiedeń i Budapeszt. Przeciw Niemcom wyznaczono 2 armie z ok. 800 000 żołnierzy, które zgodnie z ustaleniami poczynionymi z wojskowymi francuskimi, miały przejść do ataku po 15 dniu od ogłoszenia mobilizacji. Atak miał pójść w kierunku, zależnie od rejonu koncentracji oddziałów niemieckich, na Prusy Wschodnie lub na Poznań-Berlin. Jako wadę planu rosyjskiego podkreślano brak konsekwencji, rozproszenie sił na dwóch rozbieżnych kierunkach i przecenianie możliwości własnej armii.

### Plan serbski
Serbowie zakładali obronę do czasu uzyskania powodzenia przez sojuszników, choć przygotowani byli również do kontrnatarcia na teren Austro-Węgier. Główne siły (3 armie) rozmieszczono nad Dunajem i Sawą, jedna armia miała osłaniać kraj od strony Bośni. Z Serbami mieli współpracować Czarnogórcy – większość ich sił obsadziłaby Sandżak.

## Podsumowanie
Wymienione plany w trakcie pierwszych miesięcy wojny okazały się nieskuteczne. Przede wszystkim nie sprawdziło się przekonanie o szybkim rozstrzygnięciu wojny. Plan francuski zawiódł całkowicie – Niemcy uderzyli przez Belgię, plan niemiecki załamał się również. Austriacy, jak się okazało, nie byli zdolni prowadzić samodzielnie skutecznych działań na dwóch frontach, z kolei Rosjanie osiągnęli powodzenie tylko połowiczne (przeciw Austro-Węgrom). Szczególnie wyraźna okazała się nieprzystawalność większości planów do rzeczywistych warunków militarnych (przykład Francji) i politycznych (przykład Niemiec).